# Jayne Svenungsson
Jayne Christine Svenungsson, née le 9 décembre 1973, est une écrivaine et théologienne suédoise, membre de l'Académie suédoise depuis 2017.

## Biographie
En 2004, Svenungsson soutient une thèse Guds återkomst: En studie av gudsbegreppet inom postmodern filosofi (Le retour à Dieu : une étude sur la notion de DIeu dans la philosophie postmoderne). Depuis 2015 elle est professeure de théologie systématique à l'Université de Lund.
En 2015, elle est lauréate du Karin Gierow prize décerné par l'Académie suédoise pour ses contributions importantes à l'éducation populaire.
En septembre 2017, elle est élue à l'Académie suédoise. Elle s'installe le 20 décembre 2017 au fauteuil no 9 où elle succède à Torgny Lindgren,.